# 파이버 분산형 데이터 인터페이스

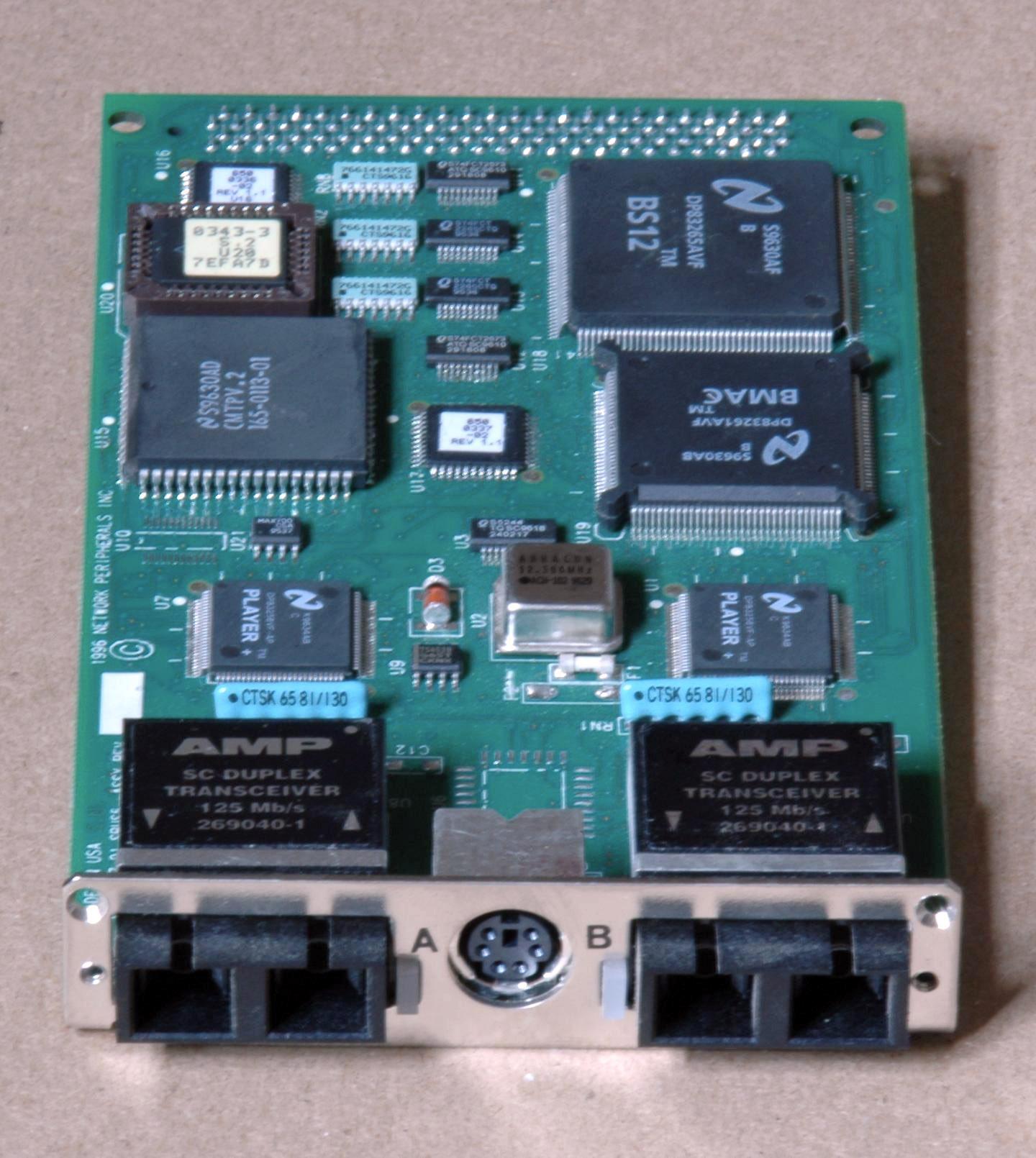
듀얼 부착 FDDI 기판.

파이버 분산형 데이터 인터페이스(Fiber Distributed Data Interface, FDDI)는 근거리 통신망의 데이터 전송 표준이다. 광섬유 분산 데이터 인터페이스, 광섬유 분산 데이터 접속 방식이라고도 한다.

## 개요
FDDI는 근거리 통신망에서 데이터 전송을 위한 100 MBit/초의 광 표준을 제공하며, 최대 200킬로미터(120마일)까지 확장이 가능하다. FDDI 논리 토폴로지가 링 기반 토큰망이지만, IEEE 802.5 토큰링 프로토콜을 기초로 사용하지 않았다. 그 대신, 프로토콜은 IEEE 802.4 토큰 버스 타임드 토큰(timed token) 프로토콜에서 비롯되었다. 드넓은 지역을 커버할 수 있을 뿐 아니라, FDDI의 근거리 통신망은 수천 명의 사용자들을 지원할 수 있다. FDDI는 이중반전 토큰링 토폴로지인 DAS(Dual-Attached Station)와 토큰 버스 패싱 링 토폴로지인 SAS(Single-Attached Station)를 둘 다 제공한다.

## 프레임 포맷
FDDI 데이터 프레임 포맷은 다음과 같다:
| PA      | SD     | FC     | DA      | SA      | PDU              | FCS     | ED/FS   |
| ------- | ------ | ------ | ------- | ------- | ---------------- | ------- | ------- |
| 16 비트 | 8 비트 | 8 비트 | 48 비트 | 48 비트 | 최대 4478x8 비트 | 32 비트 | 16 비트 |

- PA = preamble, SD = a start delimiter, FC = frame control, DA = destination address, SA = source address, PDU = protocol data unit (packet data unit), FCS = Frame Check Sequence (checksum), ED/FS = end delimiter / frame status.

## 표준
FDDI 표준은 다음을 포함한다:
- ANSI X3.139-1987, Media Access Control (MAC) — ISO 9314-2
- ANSI X3.148-1988, Physical Layer Protocol (PHY) — ISO 9314-1
- ANSI X3.166-1989, Physical Medium Dependent (PMD) — ISO 9314-3
- ANSI X3.184-1993, Single Mode Fiber Physical Medium Dependent (SMF-PMD) — ISO 9314-4
- ANSI X3.229-1994, Station Management (SMT) — ISO 9314-6